# Aphrophora bisignata
Aphrophora bisignata är en insektsart som beskrevs av Walker 1858. Aphrophora bisignata ingår i släktet Aphrophora och familjen spottstritar. Inga underarter finns listade i Catalogue of Life.